# Kijimadaira
Kijimadaira (木島平村?) è un villaggio giapponese della prefettura di Nagano.